# Маленте
Маленте (нем. Malente) — община в Германии, в земле Шлезвиг-Гольштейн. 
Входит в состав района Восточный Гольштейн. Население составляет 10 810 человек (на 31 декабря 2010 года). Занимает площадь 69,06 км².
Община подразделяется на 3 сельских округа.

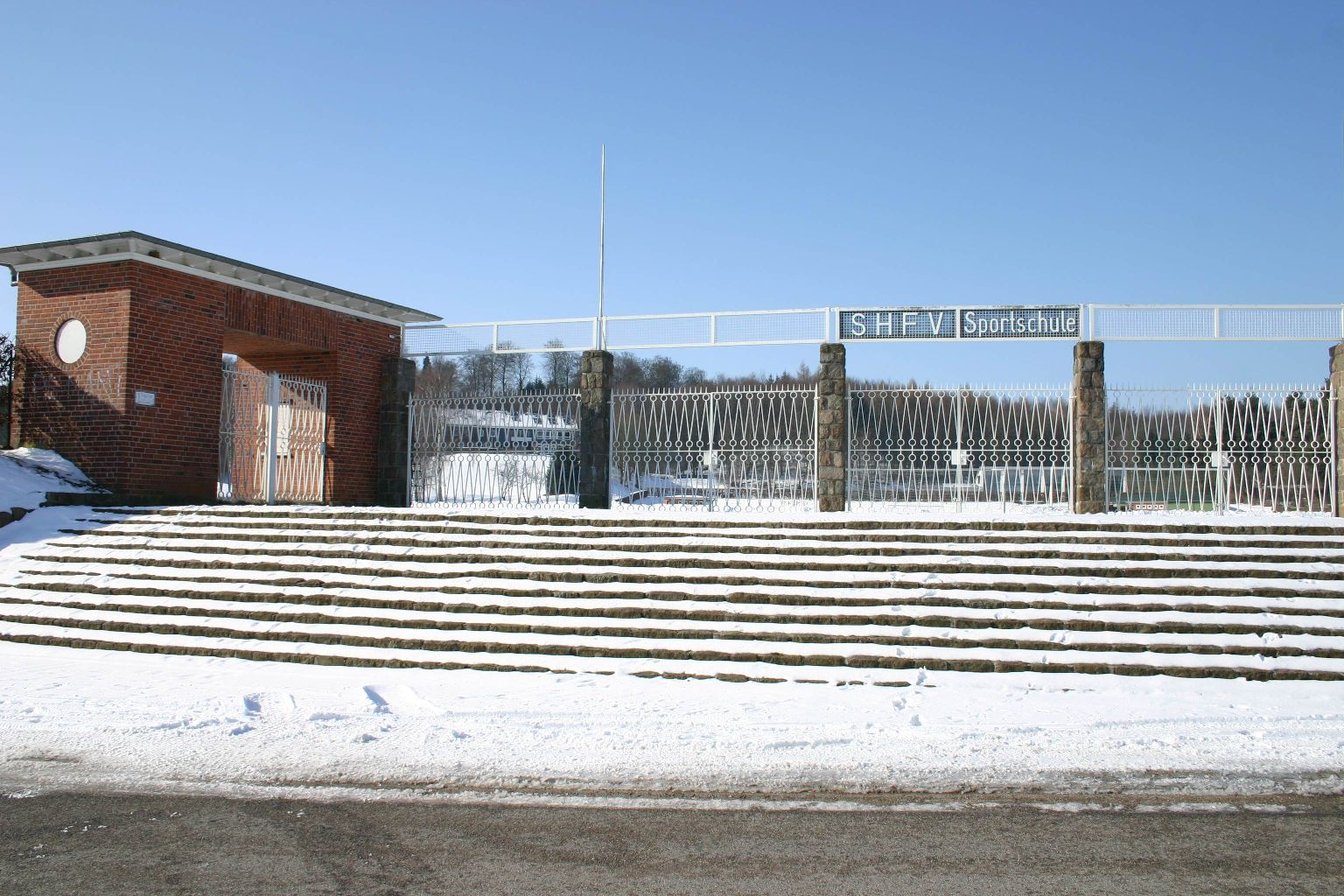
Маленте